# Ostroppka
Die Ostroppka ist ein Fluss im Stadtgebiet von Gliwice (Gleiwitz). Von 1936 bis 1945 hieß der Nebenfluss der Klodnitz Stroppenbach.
Südlich vom Stadtteil Ostropa (Ostroppa) entspringen in einer Bodensenke mehrere Wasserquellen, die zur Ostroppka zusammenfließen. Danach verläuft sie durch Wójtowa Wieś (Richtersdorf) und fließt östlich der Altstadt von Gliwice entlang und verlief zunächst zwischen der Bahnhofstraße entlang, heute verrohrt unter dieser. Die Ostroppka mündet in Gliwice neben der Barbarakirche in die Klodnitz.
Die Ostroppka sorgte bis zum Anfang des 20. Jahrhunderts regelmäßig für Überschwemmungen in Gleiwitz. Zwischen 1997 und 1999 kam es erneut zu Überschwemmungen.
An einer Brücke über die Ostroppka in der Beuthener Vorstadt in der Nähe der Gleiwitzer Altstadt wurde eine Nepomukstatue aufgestellt. Sie wurde später versetzt.

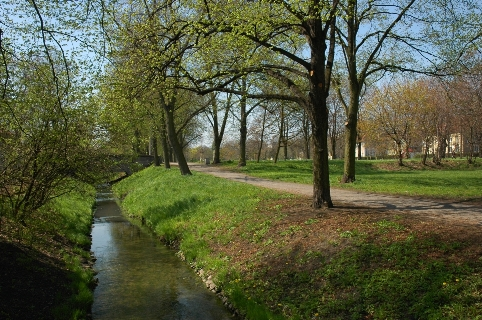
Die Ostroppka